# 장난 (배우)
장난(중국어 간체자: 张楠, 정체자: 張楠, 병음: Zhāng Nán, 한자음: 장남, 1997년 6월 27일~)은 중화인민공화국의 배우이다.

## 작품 목록

### 텔레비전 드라마
- 2017 《아여니적광년거리》- 린베이라(林贝拉) 역
- 2018 《봉수황》- 종년년(钟年年) 역
- 2018 《화심사》- 위옌(玉烟) 역
- 2019 《호란전》- 한경화(韩琼华) 역
- 2019 《열화군교》- 위안핑팅(元娉婷) 역
- 2020 《아적기괴붕우》- 충러시(丛乐熙) 역
- 2021 《정청춘》- 링샤오샤오(凌潇潇) 역
- 2021 《려가행》- 전음(傅音) 역
- 2021 《쌍경》- 쉬유이(许幼怡) 역
- 2022 《상식》- 호선상(胡善祥) 역
- 2022 《아적애여성진》- 신천(辛辰) 역
- 2022 《전가》- 이중슈(易钟秀) 역
- 2023 《안녕 프로듀서》- 위짜이짜오(鱼在藻) 역

### 영화
- 2022 《천지서》- 안여옥(颜如玉) 역